# Inspektorat Graniczny nr 17
Inspektorat Graniczny nr 17 – jednostka organizacyjna Straży Granicznej pełniąca służbę ochronną na granicy polsko-czechosłowackiej w latach 1928–1939.

## Formowanie i zmiany organizacyjne
Rozporządzeniem Prezydenta Rzeczypospolitej Polskiej Ignacego Mościckiego z 22 marca 1928, do ochrony północnej, zachodniej i południowej granicy państwa, a w szczególności do ich ochrony celnej, powoływano z dniem 2 kwietnia 1928  Straż Graniczną.
Rozkazem nr 4 z 30 kwietnia 1928 w sprawach organizacji Śląskiego Inspektoratu Okręgowego dowódca Straży Granicznej gen. bryg. Stefan Pasławski zatwierdził dyslokację, granice i strukturę inspektoratu granicznego nr 17 „Cieszyn (Biała)?”.
Rozkazem nr 7 z 23 października 1931 w sprawach organizacyjnych i etatowych , zlikwidowano Inspektoratu Okręgowego nr VI. Należący wcześniej do Inspektoratu nr VI komisariat wewnętrzny SG „Kraków” przydzielono pod względem służbowym bezpośrednio do Ślaskiego Okręgu Straży Granicznej, a etatowo, ewidencyjnie i gospodarczo do Inspektoratu Granicznego „Biała”.
Rozkazem nr 1 dowódcy Straży Granicznej z 12 stycznia 1931 poinformowano, że siedziba inspektoratu z dniem 1 października 1930 została przeniesiona z Cieszyna do Białej na ulicę Hałcnowskiej nr 17. 
Rozkazem nr 4/31 zastępcy komendanta Straży Granicznej płk. Emila Czaplińskiego z 20 października 1931 przeniesiono siedzibę inspektoratu do Bielska ul. Młyńska 8.
Rozkazem nr 4 z 17 grudnia 1934  w sprawach [...] zarządzeń organizacyjnych i zmian budżetowych, dowódca Straży Granicznej płk Jan Jur-Gorzechowski wyłączył komisariat „Zebrzydowice”  z Inspektoratu Granicznego „Rybnik” i przydzielił do Inspektoratu Granicznego „Bielsko”.
Rozkazem nr 1 z 31 marca 1937 w sprawach [...] likwidacji i tworzenia placówek, dowódca Straży Granicznej płk Jan Gorzechowski zniósł posterunek SG  „Skoczów” i utworzył posterunek SG „Żywiec”.
Rozkazem nr 2 z 8 września 1938 w sprawie terminologii odnośnie władz i jednostek organizacyjnych formacji, dowódca Straży Granicznej płk Jan Gorzechowski nakazał zmienić nazwę Inspektoratu Granicznego „Bielsko” na Obwód Straży Granicznej „Bielsko”.

### Formowanie Obwodu SG „Cieszyn”
Po aneksji tzw. Zaolzia, rozkazem nr 3 z 31 grudnia 1938 w sprawach reorganizacji jednostek na terenach Śląskiego, Zachodniomałopolskiego i Wschodniomałopolskiego okręgów Straży Granicznej, a także utworzenia nowych komisariatów i placówek, komendant Straży Granicznej płk Jan Gorzechowski, działając na podstawie upoważnienia Ministra Skarbu z 14 października 1938 zarządził przeniesienie siedziby komendy obwodu i placówki II linii „Bielsko” do Cieszyna, komisariatów „Ustroń” do Jabłonkowa, „Cieszyn” do Cierlicka Górnego, „Zebrzydowice” do Orłowej, „Gorzyce”  do Bogumina.

## Służba graniczna
Dowódca Straży Granicznej gen. bryg. Stefan Pasławski swoim rozkazem nr 4 z 30 kwietnia 1928 w sprawach organizacji Śląskiego Inspektoratu Okręgowego określił granice inspektoratu granicznego: od północy: placówka Straży Granicznej „Pogwizdów” wyłącznie, od południa: placówka Straży Granicznej „Głuchaczki” włącznie. 
Sąsiednie inspektoraty:
- Inspektorat Graniczny „Rybnik” ⇔ Inspektorat Graniczny „Nowy Targ”− 1928

## Kierownicy/komendanci inspektoratu
| stopień | imię i nazwisko       | okres pełnienia służby                           | kolejne stanowisko |
| ------- | --------------------- | ------------------------------------------------ | ------------------ |
| insp.   | Mieczysław Kulikowski | 1 VII 1928 - X 1928 oraz 22 I 19 1929 - VII 1931 | kierownik MIO SG   |
| nkom.   | Metody Kalinowski     | był w 1934                                       |                    |
| insp.   | Wiktor Zakliński      | 1935 – 1937                                      | stan spoczynku     |
| insp.   | Franciszek Ślęczka    | był w 1938                                       |                    |

## Struktura organizacyjna

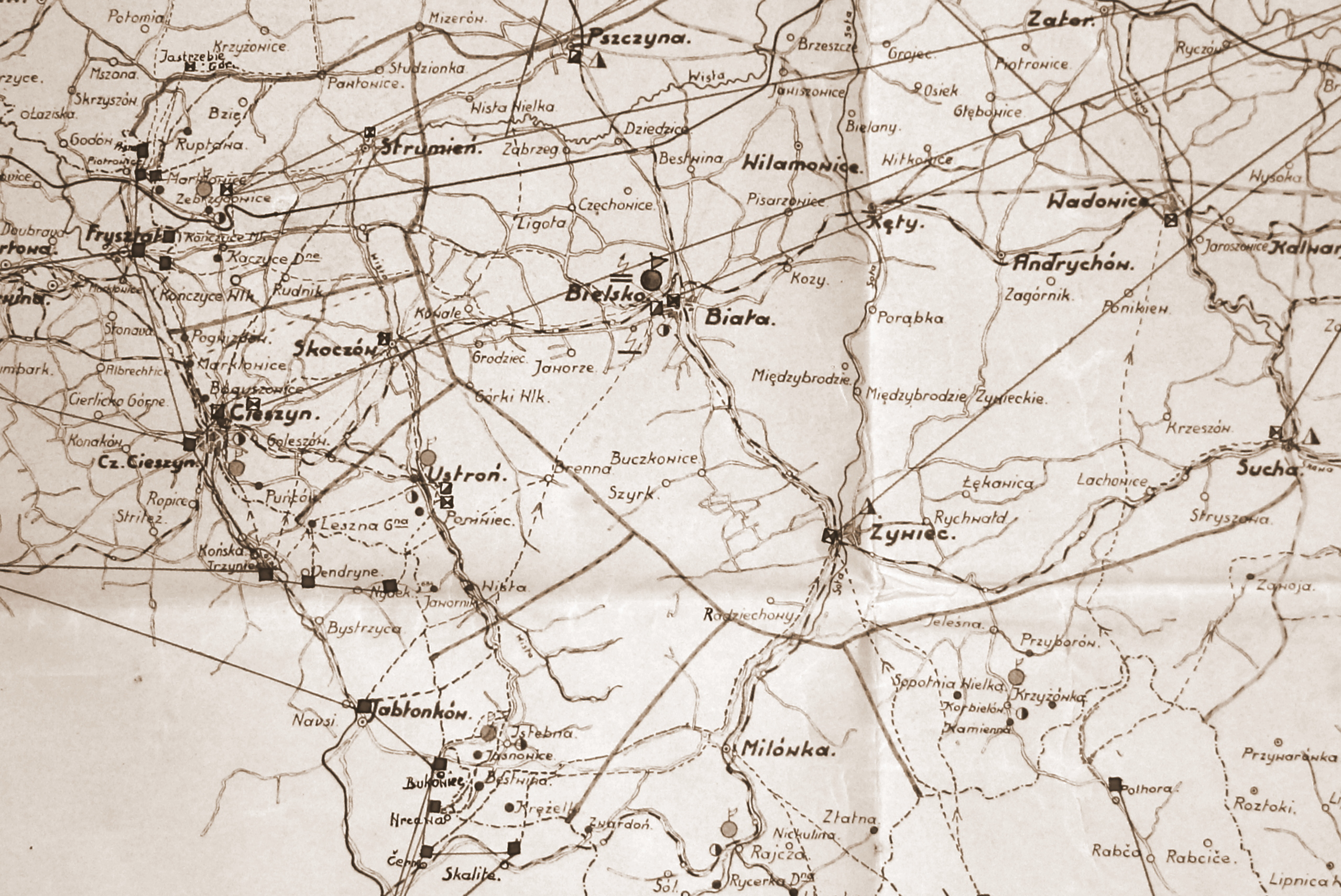
Mapa Inspektoratu „Bielsko” z naniesionymi szlakami i punktami przemytniczymi

Organizacja inspektoratu w 1928:
- komenda − Biała
- komisariat Straży Granicznej „Cieszyn”
- komisariat Straży Granicznej „Ustroń”
- komisariat Straży Granicznej „Istebna”
- komisariat Straży Granicznej „Rajcza”

Organizacja inspektoratu w listopadzie 1929:
- komenda − Biała
- 1/17 komisariat Straży Granicznej „Cieszyn”
- 2/17 komisariat Straży Granicznej „Ustroń”
- 3/17komisariat Straży Granicznej „Jasnowice”
- 4/17 komisariat Straży Granicznej „Rajcza”
- 5/17 komisariat Straży Granicznej „Korbielów”

Organizacja inspektoratu w 1935:
- komenda − Bielsko
- komisariat Straży Granicznej „Zebrzydowice”
- komisariat Straży Granicznej „Cieszyn”
- komisariat Straży Granicznej „Ustroń”
- komisariat Straży Granicznej „Istebna”
- komisariat Straży Granicznej „Rajcza”
- komisariat Straży Granicznej „Korbielów”